# Ромуалд Пржевалски
Ро̀муалд Григориевич Пржева̀лски или Ро̀муалд Пшева̀лски (на полски: Romuald Grigoriewicz Przewalski; на руски: Ромуальд Григорьевич Пржевальский) е руски журналист, славянофил от полски произход.

## Биография
Роден е през 1870 г. във Витебска губерния, Руска империя, днес Беларус. Основателят на рода е запорожки казак, въздигнат за бойни заслуги в полски болярин от крал Стефан Батори и семейството постепенно се ополячва. Племенник е на видния изследовател Николай Пржевалски. Учи във Витебската гимназия, където е съученик с Николай Лоски, а по-късно завършва право в Санктетербургския университет и става адвокат.
По възгледи Пржевалски е славянофил-федералист, последовател на политическата теория на Борис Чичерин, и пледира за общославянска солидарност. Автор е на преведената и на полски брошура „Долой отжившие девизы“ (Долу отживелите лозунги), в която поставя Полския въпрос на общославянска основа. Сътрудник е на няколко руски периодични издания, като „Санкт-Петербургские ведомости“, „Рус“, „Син Отечества“, „Известия на Славянското благотворително общество“, „Славянский век“ и други.
През лятото на 1903 година пристига в Османската империя и участва като доброволец в Илинденско-Преображенското въстание, като подкрепя четата на генерал Иван Цончев в Пирин. Самоубива се през 1904 година.